# Campeonato Paulista de Futebol Feminino Sub-15
O Campeonato Paulista Feminino Sub-15 é uma competição de futebol feminino organizada pela Federação Paulista de Futebol (FPF). O torneio surgiu com o propósito de fomentar o futebol feminino estadual, revelar novos talentos e incentivar a prática do esporte.
Desde sua inauguração em 2022, o torneio tem sido disputado em um formato híbrido, incluindo etapas de grupos e jogos eliminatórios. Entretanto, o regulamento foi sujeito a modificações ao longo dos anos, devido às variações no número de datas e de participantes.

## História
Em 2020, a FPF tinha a intenção de expandir seu compromisso com o futebol de base, planejando a criação de uma competição Sub-15. Essa iniciativa foi devidamente organizada, com a divulgação do regulamento e do calendário correspondentes. No entanto, as paralisações e desafios impostos pela pandemia de COVID-19 resultaram no cancelamento dessa nova competição.
Dois anos depois, em 2022, foi novamente anunciada a criação da competição. A edição inicial contou com a participação de nove equipes, e foi totalmente disputada na cidade de Santana de Parnaíba. Esta, vencida pela Ferroviária, que derrotou o Centro Olímpico por 3 a 1. Na edição seguinte, a equipe de Araraquara retornou à decisão, mas foi superada pelo Corinthians nos pênaltis.

## Campeões

### Títulos por clube
| Pos | Clube            | Títulos | Vices | Semifinais |
| --- | ---------------- | ------- | ----- | ---------- |
| 1.º | São Paulo        | 2       | —     | 1          |
| 2.º | Ferroviária      | 1       | 2     | 1          |
| 3.º | Corinthians      | 1       | 1     | 1          |
| 4.º | Centro Olímpico  | —       | 1     | 2          |
| 5.º | Campinas         | —       | —     | 1          |
| 5.º | Meninas em Campo | —       | —     | 1          |
| 5.º | Sfera            | —       | —     | 1          |

### Títulos por cidade
| Pos | Cidade     | Títulos | Vices | Semifinais |
| --- | ---------- | ------- | ----- | ---------- |
| 1.º | São Paulo  | 3       | 2     | 5          |
| 2.º | Araraquara | 1       | 2     | 1          |
| 3.º | Campinas   | —       | —     | 1          |
| 3.º | Jarinu     | —       | —     | 1          |